# Flussgebietseinheit Mur
Die Flussgebietseinheit Mur (Code MUR) ist eine im Rahmen der Umsetzung der EU-Wasserrahmenrichtlinie gemäß dem österreichischen Wasserrechtsgesetz festgelegte nationale Flussgebietseinheit, die das Einzugsgebiet der Mur in Österreich umfasst. Es erstreckt sich von der im Land Salzburg gelegenen Murursprung bis zur steirisch-slowenischen Grenze.

## Beschreibung der Flussgebietseinheit Mur
Die Flussgebietseinheit Mur umfasst den südöstlichen Teil des Landes Salzburg, kleine Flächen im nördlichen Kärnten, die südliche und östliche Obersteiermark, die Weststeiermark, den Westen der Oststeiermark sowie den Großteil der Südsteiermark. Es umfasst aber nicht das Einzugsgebiet der Mur in Slowenien sowie Kroatien, wo sie in die Drau mündet.
Die Flussgebietseinheit Mur grenzt an mehrere Flussgebietseinheiten. So im Süden und Südwesten an die Einheit Drau, im Westen an Donau bis Jochenstein, im Norden an Donau unterhalb Jochenstein, im Osten an die Flussgebietseinheit Leitha, Raab und Rabnitz. Im Süden schließt die zu Slowenien gehörende Flussgebietseinheit Donau an.
Das gesamte Einzugsgebiet der Mur beträgt von der Quelle bis zur Einmündung der Kutschenitza an der slowenischen Grenze etwa 10.300 Quadratkilometer.

## Wichtigste Gewässer
Zum Flussgebiet der Mur gehören auch einige größere Nebenflüsse der Mur. Im Folgenden sind Nebenflüsse mit einem Einzugsgebiet größer als 100 Quadratkilometer sortiert in Flussrichtung der Mur gelistet.
- Südliche Taurach
- Turrach
- Paalbach
- Rantenbach
- Katschbach
- Wölzerbach
- Pöls
- Granitzenbach
- Ingeringbach
- Liesing
- Vordernberger Bach
- Mürz
- Übelbach
- Kainach
- Stiefing
- Sulm
- Schwarzaubach
- Saßbach
- Drauchenbach